# 資訊科技管理
資訊科技管理，簡稱IT管理（Information Technology Management / IT management）是把某個公司或組織裡面的所有資訊科技相關的資源依照需求和先後順序來管理的一門學科。這裡的所謂資源包括實際資產如電腦硬體、軟體、資料、網路、資料處理中心的設備，以及那些管理維護這些資產的人員等。這個名稱在中國大陸也稱為信息技術管理，在使用上常常與資訊管理／信息管理（Information Management）混淆並且被混為一談。
管理這個部份的責任包括了許多基本的管理功能：如預算管理、人員配置、變更管理、組織管理與控制等。另外也包括了科技管理比較獨特的事務：如軟體設計、網路規劃、技術支援等。

## 總論
資訊科技管理的核心目標就是利用科技創造價值。想要達到這個目標的首要條件就是企業的經營策略和科技層面必須協調一致。
資訊科技管理和管理資訊系統(management information systems, MIS)不同。後者是對於自動化體系或決策管理支援體系的管理方法。而資訊科技管理則是關於一個組織裏面和IT相關的管理活動。MIS主要是關注於企業的經營層面，它是科技部門的信息以及資源的提供者。
如前者所述，IT管理重心是利用科技創造價值，為組織創造有價值的活動並且存在於企業內部和外部錯綜複雜的環境中。其中科技環節在整個價值鏈上扮演著重要的"促進者"角色。因此業務部門和科技部門必須保持一種具有創意而且協同合作的團隊關係，而不是僅僅保持一個機械式的管理跨度的結合
在過去，每個電腦單位、業務應用系統、或者業務條線各自管理自己的一小部份資源。這樣的各自為政式的資源管理方式很難因應對於需求變動的調適或優化。
這種現象導致技術服務廠商所提供的產品和管理服務必須能夠和融合式基礎架構Converged Infrastructure互補；這裡融合式架構是指能夠把伺服器、存儲、網路、安全控制、管理、以及機房設施融合在一起加以利用。如此，有效的自動化整合管理環境不但讓企業能夠快速地讓應用程式上線、簡化管理和維護的複雜度，更進而使得IT部門能夠迅速調整資源以應付業務單位不可預期的需求。

## IT的基礎架構
關於IT的基礎架構在公認的標準信息技术基础架构库(ITIL) v3裡面有個定義：一群硬體、軟體、網路、周邊設施的集合，以之達到開發、測試、監視、控制以及支援IT服務的目的。

## IT管理的要件
下面列舉一些關於研究廣義的IT管理所常用的觀念：

- 業務與IT的協調一致
- IT治理
- IT財務管理
- IT服務管理
- 採購
- IT配置管理

## IT經理人
IT經理和專案經理有許多相似之處也有差異。其中一個重要的差異就是IT經理的任務和主要責任在於持續地確保IT的服務，而專案經理只對專案的時間內需要完成的任務負責。
大部分IT管理者培訓計畫的設計，是希望能夠教育和培養經理人員對於新的資訊與網路科技及其整合工作變得更有效率。整個內容包括規劃、設計、選擇、實施、使用，以及相關的行政處理的工作。以資訊科技管理的研究所課程為例，所揭示學習目標就是讓學生具備科技和管理的知識以及實際操作方式，以有效地整合資訊通信技術（ICT）、業務處理、及相關人員以達成組織的戰略目標。
研究生畢業時必須能夠做到下列三點：
1. 解說IT管理中重要的術語、實際情況、概念、原則、分析方法、以及理論。
2. 在分析實務中較複雜的情況時，對於第一點中提到的要素都能夠運用自如。
3. 在開發複雜的IT管理問題的解決方案時，能夠綜合考量這些要素。[17]

IT管理中有個很重要的面向就是管理資料。這項工作有很多困難。例如資料量不斷地增加而且分散在各個不同的部門，往往需要收集這些資料的又是另外一個部門；而產生這些資料的方式和程序也各異其趣；資料本身的安全性、質量、正確性等與資料來源有很大關係。資料來源本身也會影響到所取得的資料，當資料結構沒有正確地被傳遞很可能產生不可信的資訊。
資料治理（Data Governance）是了解IT管理當中很重要的一環。這是管理整個公司的資訊的一種方法。我們也應該需要了解所謂的「資料管理總綱」（Master data management），那是一個關於全公司所有業務和作業流程的處理程序。在這裡面如果沒有一個結構化的方式，你的公司將無法正常運行。在資料庫管理上運用這個程序，將使你的部門在負責解決資料問題時候，能夠正確而適度地和別的部門溝通。這樣你的流程設計和程式將會提高整個公司的設計以及技術知識水準。。

## IT管理的負面影響
隨著科技的進步，許多依賴人工的例行性工作現在都由電腦取代。電話自動答詢系統取代了接待人員就是其中一個例子。不過，重點是這樣的變動不但帶來了好處也同時帶來了壞處。一個企業可能因此而喪失了和客戶面對面溝通的機會，甚至於帶來安全的隱患。所以企業的IT管理階層面對類似的決策和實施方案時務必深思，才能克竟全功。
儘管資訊科技系統能夠促進企業的運行腳步加速，但是速度也可能帶來一些問題。例如，脆弱的資訊系統可能導致資安的問題，尤其是面對網際網路的系統最可能受災。如果對於資訊洩露沒有很好的防治手段，沒有授權的人很可能接觸到機密資料。如此可能造成資訊被竄改、毀損、甚至於公司被汙名化。敏感性資料的洩露不但會造成公司的財務損失，也會造成公司的商譽在廣大潛在用戶的面前受損。

## IT管理缺失的例子
2013年塔吉特百貨公司。駭客侵入該公司的安控和支付系統，安置了惡意程式，成功地盜取了塔吉特的客戶資料，其中包括了四千萬筆的信用卡號和七千萬筆的個人地址、電話號碼等訊息。諷刺的是在案發的六個月前，塔吉特百貨才投注了一百六十萬美元安裝了FireEye公司製作的惡意程式防堵軟體，而這個軟體CIA也在使用。儘管這個軟體還算是可靠，它的確發現了這個惡意程式，只不過在塔吉特公司的層層安全部門裏無法阻止它的破壞行為，使得駭客成功地盜取了資訊之後揚長而去。塔吉特公司對資安警示的不作為造成了將近三分之一的美國消費者的機密資料被洩漏。